# Наквасин, Алексей Михайлович
Алексей Михайлович Наквасин (род. 23 октября 1947, село Верхняя Мосоловка, Усманский район, Липецкая область) — государственный и общественный деятель, с 2001 по 2005 год председатель Воронежской областной Думы, кандидат исторических наук.

## Биография
Родился 23 октября 1947 года в селе Верхняя Мосоловка Липецкой области.
С 1966 по 1968 год проходил службу в Группе советских войск в Германии.
В 1975 году окончил отделение журналистики филологического факультета Воронежского государственного университета, Академию общественных наук при Центральном комитете КПСС в 1985 году. В том же году защитил кандидатскую диссертацию и получил учёную степень кандидата исторических наук.
С 1969 года секретарь комитета ВЛКСМ Воронежского Городского профессионально-технического училища № 5, с 1972 года секретарь комитета Воронежского домостроительного комбината в Воронеже. С 1975 года заведующий отделом Воронежского областного комитета Всесоюзного Ленинского коммунистического союза молодежи.
С 1977 года инструктор Воронежского областного комитета КПСС. С 1980 года инструктор, заведующий отделом, затем секретарь (с 1987) Воронежского областного исполнительного комитета. С 1988 года главный редактор газеты «Коммуна».
Депутат Воронежского областного Совета народных депутатов с 1985 по 1993 год. С 1994 года заместитель председателя Воронежской областной думы. С 1995 года председатель Воронежской региональной государственной телерадиовещательной компании, с 1999 года председатель федерального государственного предприятия «Воронежская государственная телевизионная и радио-вещательная компания». С 2001 по 2005 год — председатель Воронежской областной думы.
Зарегистрировался в качестве кандидата на пост Губернатора Воронежской области в качестве независимого кандидата, однако за 11 дней до выборов снял свою кандидатуру.
В январе 2004 года Указом Президента РФ награжден Орденом Дружбы.